# 석산로 (양평군)
석산로(Seoksan-ro)는 경기도 양평군 단월면 덕수교차로 에서 홍천군 서면까지 연결하는 도로이다.

## 주요 경유지
경기도
- 양평군 (단월면)

강원특별자치도
- 홍천군 (서면)

## 노선
| 이름           | 접속 노선                        | 소재지 | 소재지 | 비고 |
| -------------- | -------------------------------- | ------ | ------ | ---- |
| 덕수 교차로    | 국가지원지방도 제70호선 (단월로) | 양평군 | 단월면 |      |
| 향소교         |                                  | 양평군 | 단월면 |      |
| 아래소정삼거리 | 지방도 제341호선 (중원산로)      | 양평군 | 단월면 |      |
| 윗소정삼거리   | 마산머리길                       | 양평군 | 단월면 |      |
| 향소1교        |                                  | 양평군 | 단월면 |      |
| 비솔고개       |                                  | 양평군 | 단월면 |      |
| 산음교         |                                  | 양평군 | 단월면 |      |
| 인이피삼거리   | 섬이길                           | 양평군 | 단월면 |      |
| 인이피교       |                                  | 양평군 | 단월면 |      |
| 소리산1교      |                                  | 양평군 | 단월면 |      |
| 문례교         |                                  | 양평군 | 단월면 |      |
| 석산교         |                                  | 양평군 | 단월면 |      |
|                | 홍천군                           |        | 단월면 |      |
| (이름없음)     | 지방도 제494호선 (한서로)        | 서면   |        |      |

## 주요 건물 및 시설
- 향소1리 마을회관 (석산로 270/향소리 589-2)